# Gare de La Hutte - Coulombiers
La gare de La Hutte - Coulombiers est une gare ferroviaire française de la ligne du Mans à Mézidon, située sur le territoire de la commune de Coulombiers, près du village de La Hutte sur la commune de Saint-Germain-sur-Sarthe, dans le département de la Sarthe en région Pays de la Loire.
La station est mise en service en 1856 par la compagnie des chemins de fer de l'Ouest. C'est aujourd'hui une halte ferroviaire de la Société nationale des chemins de fer français (SNCF) du réseau TER Pays de la Loire, desservie par des trains circulant entre Le Mans et Caen ou Alençon. La Hutte - Coulombiers est à environ 41 kilomètres du Mans et 16 km d'Alençon.

## Situation ferroviaire

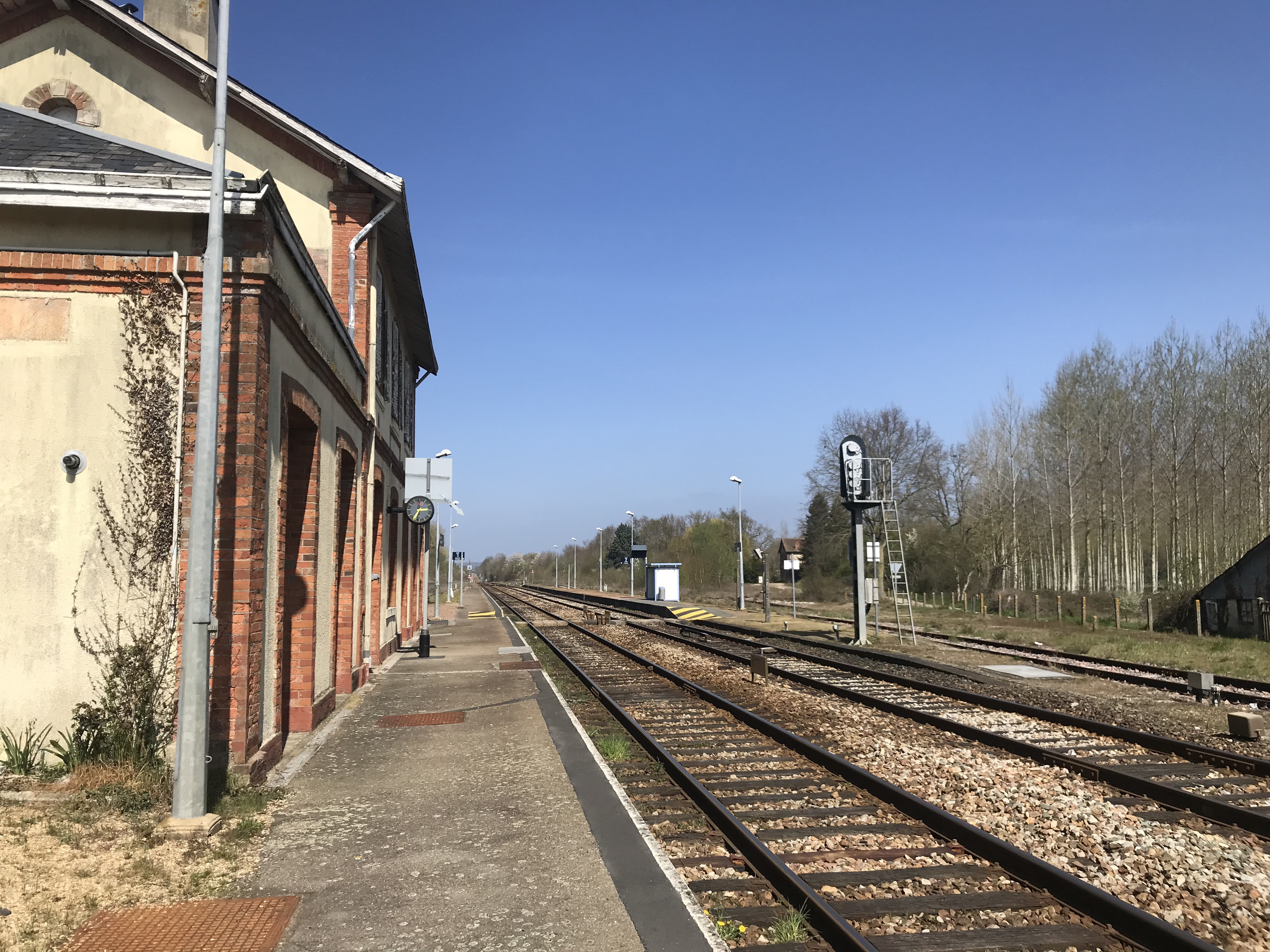
Les voies vers Alençon en 2021

Établie à 83 mètres d'altitude, la gare de La Hutte - Coulombiers est située au point kilométrique (PK) 40,638 de la ligne du Mans à Mézidon, entre les gares ouvertes de Vivoin - Beaumont  (s'intercale la gare fermée de Piacé - Saint-Germain) et d'Alençon. Elle est séparée de cette dernière par les gares fermées de Bourg-le-Roi et de Champfleur.
La gare est un ancien nœud ferroviaire, avec les lignes de La Hutte - Coulombiers à Mamers et de Sillé-le-Guillaume à La Hutte - Coulombiers, toutes deux fermées et déferrées vers la fin du XXe siècle.

## Histoire
La station de la Hutte est la sixième de l'embranchement du Mans à Mézidon, dont la première section du Mans à Alençon est mise en service par la compagnie des chemins de fer de l'Ouest le 15 mars 1856. La station est établie à proximité du hameau de la Hutte constitué essentiellement d'un relais de poste et un cabaret du fait de sa situation à l'intersection des routes de Bordeaux à Rouen et Fresnay à Mamers.
La station devient un nœud ferroviaire avec la mise en service par la compagnie de l'Ouest, de la ligne de La Hutte à Mamers le 30 août 1880, et de la ligne de Sillé-le-Guillaume à La Hutte le 8 mai 1881.

## Avenir
Alors que l'accès au bâtiment de la gare est condamné depuis 2018, à cause d'une forte vétusté (entre autres, le plafond de la salle d'attente tombant en lambeaux) et de multiples actes de vandalisme, la commune nouvelle de Fresnay-sur-Sarthe a annoncé, à court terme, l'extension/rénovation du parking de la gare, ainsi que, à moyen terme, la rénovation du bâtiment de la gare, qui inclurait, notamment, une salle d'attente, des sanitaires (le bloc sanitaire d'origine, attenant au bâtiment voyageur, a été démoli vers 2014), et, éventuellement, un espace de coworking.

## Services voyageurs

### Accueil
Halte SNCF, c'est un point d'arrêt non géré (PANG) à entrée libre. Elle est équipée de panneaux d'informations et d'abris de quai.
Le bâtiment caractérisant la gare ("bâtiment voyageur"), est fermé au public depuis 2018 par des contre-plaqués disposés sur toutes les portes d'accès. Un projet de rénovation, par la commune nouvelle de Fresnay-sur-Sarthe, est en cours, et porte sur le bâtiment et son parking.

### Desserte
La gare est desservie par des trains du réseau TER Pays de la Loire circulant entre Le Mans et Caen ou Alençon.

### Intermodalité
La gare possède un parking pour les véhicules d'une trentaine de places. 